# Lago Ellsworth

Mapa da Antártida, lago fica na chamada Terra de Ellsworth.

Lago Ellsworth é um lago subglacial localizado na Antártica Ocidental, abaixo de, aproximadamente, 3,4 km de gelo. Ele tem, aproximadamente, 10 km de comprimento e estima-se que possui dezenas de metros de profundidade. Ele é fortemente considerado como um local para conduzir explorações devido ao acesso relativamente fácil e à possibilidade que ele talvez abrigue formas únicas de vida. O lago foi nomeado pelo explorador estadunidense Lincoln Ellsworth.
Em 2 de março de 2009, o Natural Environment Research Council britânico, deu luz verde a uma equipe de cientistas de seu país para explorar este lago. Esta investigação é pioneira por desenvolver a tecnologia para explorar o lago, utilizando métodos que impediram qualquer tipo de contaminação. As mostras de água serão tomadas e analisadas para detectar sinais de vida.